# العلاقات الفنلندية اللبنانية
العلاقات الفنلندية اللبنانية هي العلاقات الثنائية التي تجمع بين فنلندا ولبنان.

## مقارنة بين البلدين
هذه مقارنة عامة ومرجعية للدولتين:
| وجه المقارنة                                              | فنلندا                                                                               | لبنان                                                                |
| --------------------------------------------------------- | ------------------------------------------------------------------------------------ | -------------------------------------------------------------------- |
| المساحة (كم2)                                             | 338.42 ألف                                                                           | 10.45 ألف                                                            |
| عدد السكان (نسمة)                                         | 5.52 مليون                                                                           | 6.10 مليون                                                           |
| الكثافة السكانية (ن./كم²)                                 | 16.31                                                                                | 583.73                                                               |
| العاصمة                                                   | هلسنكي                                                                               | بيروت                                                                |
| اللغة الرسمية                                             | اللغة الفنلندية، اللغة السويدية                                                      | اللغة العربية، لغة فرنسية                                            |
| العملة                                                    | يورو، ماركا فنلندية                                                                  | ليرة لبنانية                                                         |
| الناتج المحلي الإجمالي (بليون دولار)                      | 251.88 مليار                                                                         | 51.84 مليار                                                          |
| الناتج المحلي الإجمالي (تعادل القوة الشرائية) بليون دولار | 231.84 مليار                                                                         | 81.54 مليار                                                          |
| الناتج المحلي الإجمالي الاسمي للفرد دولار أمريكي          | 42.31 ألف                                                                            | 8.05 ألف                                                             |
| الناتج المحلي الإجمالي للفرد دولار أمريكي                 | 40.68 ألف                                                                            | 17.46 ألف                                                            |
| مؤشر التنمية البشرية                                      | 0.883                                                                                | 0.769                                                                |
| رمز المكالمات الدولي                                      | +358                                                                                 | +961                                                                 |
| رمز الإنترنت                                              | .fi                                                                                  | .lb                                                                  |
| المنطقة الزمنية                                           | ت ع م+02:00، ت ع م+03:00، أوروبا/هلسنكي ‏، توقيت شرق أوروبا، توقيت شرق أوروبا الصيفي ‏ | ت ع م+02:00، ت ع م+03:00، توقيت شرق أوروبا، توقيت شرق أوروبا الصيفي ‏ |

## منظمات دولية مشتركة
يشترك البلدان في عضوية مجموعة من المنظمات الدولية، منها:
| علم المنظمة | اسم المنظمة                               | تاريخ انضمام فنلندا | تاريخ انضمام لبنان |
| ----------- | ----------------------------------------- | ------------------- | ------------------ |
|             | مؤسسة التنمية الدولية                     | 29 ديسمبر 1960      | 10 أبريل 1962      |
|             | يونسكو                                    | 10 أكتوبر 1956      | 4 نوفمبر 1946      |
|             | وكالة ضمان الاستثمار متعدد الأطراف        | 28 ديسمبر 1988      | 19 أكتوبر 1994     |
|             | الأمم المتحدة                             | 14 ديسمبر 1955      | 24 أكتوبر 1945     |
|             | الاتحاد البريدي العالمي                   | ?                   | ?                  |
|             | البنك الدولي للإنشاء والتعمير             | 14 يناير 1948       | 14 أبريل 1947      |
|             | الاتحاد الدولي للاتصالات                  | 1 سبتمبر 1920       | 12 يناير 1924      |
|             | منظمة حظر الأسلحة الكيميائية              | ?                   | ?                  |
|             | مؤسسة التمويل الدولية                     | 20 يوليو 1956       | 28 ديسمبر 1956     |
|             | المركز الدولي لتسوية المنازعات الاستشارية | 8 فبراير 1969       | 25 أبريل 2003      |
|             | منظمة الشرطة الجنائية الدولية             | ?                   | ?                  |

## وصلات خارجية
- موقع وزارة الخارجية الفنلندية